# بطولة أوقيانوسيا للسيدات لكرة القدم 2010
بطولة أوفك للسيدات لكرة القدم 2010 هي بطولة كرة قدم (يطلق عيها أيضا اسم بطولة أمم أوقيانوسيا للسيدات) سوف يتم اقامتها في أوكلاند في نيوزيلندا. سوف تبدأ منافساتها ما بين 29 سبتمبر و8 أكتوبر. البطولة سوف تكون بمثابة تصفيات مؤهلة للمنتخبات المشاركة وسوف يتأهل منتخب واحد لتمثيل قارة أوقيانوسيا في بطولة كأس العالم لكرة القدم للسيدات 2011.

## دور المجموعات

### المجموعة الأولى
| المنتخب   | لعب | ف | ت | خ | له | عليه | +/- | نقاط |
| --------- | --- | - | - | - | -- | ---- | --- | ---- |
| نيوزيلندا | 3   | 2 | 0 | 0 | 31 | 0    | 31+ | 9    |
| جزر كوك   | 3   | 2 | 0 | 1 | 3  | 10   | 6−  | 6    |
| تاهيتي    | 3   | 1 | 0 | 2 | 5  | 9    | 4−  | 3    |
| فانواتو   | 3   | 0 | 0 | 3 | 1  | 21   | 20− | 0    |

| فانواتو | 0 – 14 | نيوزيلندا |
| ------- | ------ | --- |
|         | تقرير  | أمبير هيرن 10'، 11'، 18'، 29'، 90+1' · هايلي موروود 25'، 81' · هانا فيلكينسون 42'، 59'، 73'، 89' · أبي إيركيج 45+2' · روزي وايت 54' · ليز ميلن 68' |

| تاهيتي | 0 – 1 | جزر كوك           |
| ------ | ----- | ----------------- |
|        | تقرير | غينا موستونين 15' |

| فانواتو           | 1 – 5 | تاهيتي                                                              |
| ----------------- | ----- | ------------------------------------------------------------------- |
| ستيفاني توغين 19' | تقرير | هيميري ألفاريز 14'، 21'، 83' · تياري وايت 81' · تيهاني توكوراغي 82' |

| نيوزيلندا | 10 – 0 | جزر كوك |
| --- | ------ | ------- |
| أمبير هيرن 9'، 40'، 64' · ساره جريجوريوس 16'، 27'، 56' · كاتي هويل 21' · ريا برسيفال 45' · أبي إيركيج 57' · مايا جاكمان 80' | تقرير  |         |

| نيوزيلندا | 7 – 0 | تاهيتي |
| --------- | ----- | ------ |
|           |       |        |

| جزر كوك | 2 – 0 | فانواتو |
| ------- | ----- | ------- |
|         |       |         |

### المجموعة الثانية
| المنتخب             | لعب | ف | ت | خ | له | عليه | +/- | نقاط |
| ------------------- | --- | - | - | - | -- | ---- | --- | ---- |
| بابوا غينيا الجديدة | 3   | 3 | 0 | 0 | 8  | 1    | 7+  | 9    |
| جزر سليمان          | 3   | 1 | 1 | 1 | 5  | 2    | 3+  | 4    |
| تونغا               | 3   | 1 | 0 | 2 | 2  | 8    | 6−  | 3    |
| فيجي                | 3   | 0 | 1 | 2 | 1  | 5    | 4−  | 1    |

| فيجي | 0 – 3 | بابوا غينيا الجديدة                                  |
| ---- | ----- | ---------------------------------------------------- |
|      | تقرير | سامي بينينسا 8' · زينا ليمباي 58' · رومونا موريس 62' |

| تونغا | 0 – 4 | جزر سليمان                                                 |
| ----- | ----- | ---------------------------------------------------------- |
|       | تقرير | إيليم بيجي 12'، 1+90' · إيلا ميسيبيني 37' · بيتي ماينو 74' |

| فيجي                | 1 – 2 | تونغا                              |
| ------------------- | ----- | ---------------------------------- |
| بيلا راتابالافو 13' | تقرير | فولوليني سيالي 75' · فاسي فيكي 90' |

| بابوا غينيا الجديدة                | 2 – 1 | جزر سليمان    |
| ---------------------------------- | ----- | ------------- |
| زينا ليمباي 29' · ديسلين سينيو 48' | تقرير | سالي سيني 84' |

| بابوا غينيا الجديدة                              | 3 – 0 | تونغا |
| ------------------------------------------------ | ----- | ----- |
| زينا ليمباي 28'، 61' · لوبه ليكليكي 74' (بالخطأ) | تقرير |       |

| جزر سليمان | 0 – 0 | فيجي |
| ---------- | ----- | ---- |
|            | تقرير |      |

## دور خروج المغلوب

### خريطة خروج المغلوب
|  | نصف النهائي         | نصف النهائي         |   |            | النهائي       | النهائي |  |
|  |                     |                     |   |            |               |         |  |
|  | 6 أكتوبر            |                     |   |            |               |         |  |
|  | نيوزيلندا           | 8                   |   |            |               |         |  |
|  | جزر سليمان          | 0                   |   |            |               |         |  |
|  |                     |                     |   |            |               |         |  |
|  |                     |                     |   |            | 8 أكتوبر      |         |  |
|  |                     |                     |   |            | نيوزيلندا     | 11      |  |
|  |                     | بابوا غينيا الجديدة | 0 |            |               |         |  |
|  |                     |                     |   |            |               |         |  |
|  |                     |                     |   |            |               |         |  |
|  |                     |                     |   |            | المركز الثالث |         |  |
|  | 6 أكتوبر            | 6 أكتوبر            |   | 8 أكتوبر   | 8 أكتوبر      |         |  |
|  | بابوا غينيا الجديدة | 1                   |   | جزر سليمان | 0             |         |  |
|  | جزر كوك             | 0                   |   |            | جزر كوك       | 2       |  |

### نصف النهائي
| جزر سليمان | 0 – 8 | نيوزيلندا |
| ---------- | ----- | --- |
|            | تقرير | روزي وايت 7'، 86' · ريا برسيفال 17' · هايلي موروود 30' · أمبير هيرن 36' · ساره جريجوريوس 52'، 68' · هانا فيلكينسون 60' |

| جزر كوك | 0 – 1 | بابوا غينيا الجديدة |
| ------- | ----- | ------------------- |
|         | تقرير | زين ليمباي 62'      |

### مباراة تحديد المركز الثالث
| جزر كوك                             | 2 – 0 | جزر سليمان |
| ----------------------------------- | ----- | ---------- |
| ماما هنري 70' · ريجينا موستونين 79' | تقرير |            |

### النهائي
| بابوا غينيا الجديدة | 0 – 11 | نيوزيلندا |
| ------------------- | ------ | --- |
|                     | تقرير  | ألي ريلي 7'، 15' · ريا برسيفال 18' · هانا فيلكينسون 32'، 36' · روزي وايت 38'، 50'، 56' · ساره جريجوريوس 73' · أمبير هيرن 79' · أنا غرين 84' |